# 50 Mission Crush
A 50 Mission Crush egy körökre osztott stratégiai játék, melyet 1984-ben adott ki a Strategic Simulations, Inc. (SSI). A játék egy B–17 Flying Fortress bombázó legénységének második világháborúbeli pályafutását mutatja be. A repülőgép bázisa a RAF Thurleigh, ami Londontól északra található és a nyolcadik légierő része. Míg a legtöbb SSI játékra a hosszú stratégiai tervezés a jellemző, addig a 50 Mission Crush viszonylag gyors tempóval rendelkezik: egy küldetés sem tart tíz percnél tovább. Az SSI „szerepjáték”-ként írta le a játékot. A játékra néha „Fifty Mission Crush” néven hivatkoznak.

## Játékmenet
A SSI többi játékaihoz viszonyítva a 50 Mission Crush viszonylag „könnyű”, és nem igényel nagyobb stratégiai tervezést. A küldetések egymástól függetlenek, a játékosnak nem kell aggódnia az utánpótlások vagy a javítások miatt a küldetések között. A repülőgép minden egyes állásában (például farok lövész, az alsó toronylövész vagy rádiókezelő) egy a játékos által elnevezett karakter tarózkodik, aki tapasztalatot szerez minden egyes túlélt küldetés után. Minél több küldetést él túl annál jobban fog érteni ahhoz amit csinál.
Minden küldetésnek az a célja, hogy a játékos egy meghatározott célpontot egy meghatározott magasságból elpusztítson. Időkorlát nincs, azonban a repülő üzemanyaga véges. A játékos döntheti el, hogy mennyi üzemanyaggal és mennyi bombával száll fel. A játékosnak ez után a célpont fölé kell repülnie az iránynyilak segítségével és minden körben emelkedhet vagy ereszkedhet 5000 lábat. Amikor a bombázó a célpont fölött van a játékosnak várnia kell amíg azt nem takarja el a felhőzet, majd kioldhatja a bombákat. Amikor a játékos a célpont fölött van és azt nem takarják el a felhők akkor az ellenség általában flak ágyúkkal tüzel rá, melyek sérülést okoznak a repülőgépben, megsebesíthetik vagy megölhetik a személyzetet vagy lángra lobbanthatják a repülőt. A bombázót néha olyan ellenséges vadászrepülők is megtámadhatják mint a Focke-Wulf FW 190, a Messerschmitt Bf 109 vagy a Messerschmitt Bf 110.

## A kifejezés eredete
Az „50 Mission Crush” kifejezés egy sapka típusra való utalás. A játék használati utasítása a következőket írja: 
A „fifty mission crush” egy olyan Army Air Corps vagy Air Force szolgálati sapka, amelyből a merevítő gyűrűt eltávolították, és ütött-kopottan viseltek. Ez a sapka nyilvánvalóan nem volt egyenruha, de mégis hagyománnyá vált. Ezt a hagyományt a nyolcadik légierő repülőgépeinek személyzete indította, mint egy jelzésként elkülönítve a zöldfülűeket a harcedzett több mint 25 harci bevetést túléltektől. Ez a összenyomott sapka rosszallóan nézett ki, de ezt eltűrték azok akik kiérdemelték a viselésének jogát.
Normális esetben ezen sapkákban voltak merevítők – egy tartó darab az embléma mögött és egy huzal a belső felső kerületén, hogy megtartsák a sapka kerek alakját. Ezek a megfelelő, hadsereg által előírt alakban és szögben tartották a sapkát. Mivel, azonban a pilóták fejhallgatót viseltek a sapkájuk felett a bevetések alkalmával, ezért eltávolították a merevítő huzalt, hogy kényelmesebb legyen a fejhallgató viselése, viszont ezzel összenyomva a sapkák oldalát. Végül a sapkák megőrizték a lógó „összenyomott” kinézetet, így a pilóta aki viselte tapasztalt veteránnak nézett ki. Az összenyomott sapka a viselőjét egy tapasztalt profinak állította be és legalább annyira része volt az azonosságának, mint a repülői bőr kabát. A hadsereg engedélyezte a szolgálati sapka ilyenkénti viselését a légierőben, bár a földi egységek utálták a sapka viselésének ezen módját. Mivel a legtöbb AAF tiszt összenyomott sapkát viselt, ezért a szárazföldiek semmit sem tehettek ellene. A „50 Mission” sapkák viselése meg vannak tiltva a jelenlegi USAF-ban, mivel már nem viselnek fejhallgatót a fejfedőjük felett.

### Egyéb alkalmazása
A Fifty Mission Crush egy B-24G bombázó és annak legénységéről szóló könyv, melyet Donald R. Currier írt.